# 불설장수멸죄호제동자다라니경 (부산 유형문화재 제76호)
불설장수멸죄호제동자다라니경(佛說長壽滅罪護諸童子陁羅尼經)은 부산광역시 금정구, 금정중학교에 있는 조선시대의 불경이다. 2007년 9월 7일 부산광역시 유형문화재 제76호로 지정되었다.

## 개요
《불설장수멸죄호제동자다라니경》은 인도 승려 불타파리(佛陀波利)가 676년에 번역한 책으로 죄를 멸하고 장수하는 법을 설한 밀교계통의 경전으로, 고려시대에는 동자경법(童子經法)을 통한 의식을 행할 때도 기본적으로 사용되었다.
이 책은 석가세존(釋迦世尊)이 문수사리보살(文殊師利菩薩)에게 일체 중생의 멸죄장수(滅罪長壽)의 법을 설(說)한 경(經)으로, 부처님을 따르는 제자로서 이 경을 서사하고 독송하면 아픈 아이도 병이 낫게 되고 죽은 사람을 위하여 49일 내에 이 경을 향을 사르고 공양하면 현세에서 장수하게 되고 악도(惡道)의 고통을 잊게 되는 것이라 하였다.
즉 이 경전은 《호제동자다라니경》(護諸童子陀羅尼經)을 통하여 아이들의 병을 없애거나 임산부의 순산을 도우는 것은 물론 낙태의 죄를 짓지 말 것과 이 경전을 지니고 항상 읽음으로써 장수의 생명을 얻고 죽은 자를 천도시키고 온갖 악도(惡道)로부터 벗어날 수 있다는 것을 설하고 있다.
이 책은 고려시대부터 근래에 이르기까지 수많은 판본과 사경들이 만들어졌는데, 금정중학교 소장본은 1562년에 간행된 후 그리 오래지 않은 시기에 후쇄(後刷)된 임진왜란 이전에 간행된 책이며, 보존 상태도 양호하여 문화재적 가치가 있는 자료로 평가된다.

## 소장 경위
이 경전은 가로 17.6cm, 세로 28.2cm로 34장으로 구성된 책이며 목판을 인쇄한 것으로 금정중 출신인 3 ․ 1 운동의 유공자 동광선사 이근우씨가 소장했던 것이다. 그의 상좌인 영주 대현사 주지 육락 스님이 2006년 2월 9일에 금정 중학교에 기증했다.

## 같이 보기
- 금정중학교
- 불설장수멸죄호제동자다라니경

## 참고 자료
- 불설장수멸죄호제동자다라니경 - 국가유산청 국가유산포털